# Meet Me in Montenegro
Meet Me in Montenegro é um filme do gênero comédia com previsão de lançamento para 2014.

## Elenco
| Ator                 | Papel                     |
| -------------------- | ------------------------- |
| Deborah Ann Woll     | Wendy                     |
| Rupert Friend        | Stephen                   |
| Twink Caplan         | Aunt Molly                |
| Ty Hodges            | Robert                    |
| Jennifer Ulrich      | Friederike                |
| Ben Braun            | Patrick                   |
| Alex Holdridge       | Anderson                  |
| Reza Sixo Safai      | Kingsly                   |
| Wayne Nickel         | Uncle Eli                 |
| Mia Jacob            | Katherine                 |
| Victoria Johnston    | Lindsay                   |
| Michael Pierangeli   |                           |
| Lena Ehlers          | Sophie                    |
| Linnea Saasen        | Lina                      |
| Jules Armana         | Sexy Co-Worker Friederike |
| Mathieu van den Berk | Homeless Man              |
| Rod Ben Zeev         | Erkan Özil                |